# Ралюченко, Андрей Сергеевич
Андре́й Сергеевич Ралюче́нко (укр. Андрій Сергійович Ралюченко; род. 8 июня 1995, Харьков) — украинский футболист, полузащитник клуба «Скала 1911» (Стрый). Сын футболиста Сергея Ралюченко.

## Биография
Воспитанник Академии харьковского «Металлиста». С 2008 по 2012 год провёл 54 матча и забил 2 гола в чемпионате ДЮФЛ.
22 августа 2012 года дебютировал за юниорскую (U-19) команду харьковчан в игре против днепропетровского «Днепра», а за молодёжную (U-21) команду впервые сыграл 16 марта 2014 года в поединке с ужгородской «Говерлой», был капитаном команды.
8 апреля 2015 года дебютировал за основную команду «Металлиста» в выездном кубковом матче против донецкого «Шахтёра» выйдя в основном составе, а 6 марта следующего года впервые сыграл в Премьер-лиге заменив на 94-й минуте домашней игры с луцкой «Волынью» Игоря Харатина. В том матче у харьковчан было три дебютанта. Кроме Ралюченко на поле выходили Максим Третьяков, отметившийся голевой передачей, и вратарь Даниил Каневцев, отстоявший насухую.
Перед началом сезона 2020/21 присоединился к харьковскому «Металлу», который заявился на розыгрыш Второй лиги Украины.

## Достижения
«Металлист 1925»
- Бронзовый призёр Второй лиги Украины: 2017/18

## Статистика
| Клуб           | Лига                           | Сезон   | Чемпионат | Чемпионат | Кубок | Кубок | Дубль | Дубль |
| Клуб           | Лига                           | Сезон   | Игры      | Голы      | Игры  | Голы  | Игры  | Голы  |
| -------------- | ------------------------------ | ------- | --------- | --------- | ----- | ----- | ----- | ----- |
| Металлист      | Премьер-лига                   | 2013/14 |           |           |       |       | 9     | 0     |
| Металлист      | Премьер-лига                   | 2014/15 |           |           | 1     | 0     | 17    | 0     |
| Металлист      | Премьер-лига                   | 2015/16 | 7         | 0         |       |       | 18    | 1     |
| Верес          | Первая лига Украины            | 2016/17 | 5         | 0         | 1     | 0     |       |       |
| Металлист 1925 | Любительский чемпионат Украины | 2016/17 | 11        | 1         |       |       |       |       |
| Металлист 1925 | Вторая лига Украины            | 2017/18 | 32        | 0         | 1     | 1     |       |       |
| Металлист 1925 | Первая лига Украины            | 2018/19 | 17        | 0         | 1     | 0     |       |       |
| Горняк-Спорт   | Первая лига Украины            | 2019/20 | 6         | 0         | 1     | 0     |       |       |
| Металл         | Вторая лига Украины            | 2020/21 | 20        | 0         | 1     | 0     |       |       |